# 大藤みら
大藤 みら（おおふじ みら、1999年9月10日 - ）は、日本のアイドル・タレントである。北海道出身。

## 人物
- ロック系男装アイドルael-アエル-及びPipping Hotの元メンバー。イメージカラーは緑色。
- 特技はI字バランス。

## 経歴
2021年
- 7月15日、『♯バズるんチャン⁉︎ aelのアエroom』において初お披露目され、新メンバー 碇 たくみ（いかりたくみ）として加入[2]。

2022年
- 11月1日、個人Twitterを開設[3]。

2023年
- 12月18日、片山蘭、桜木りかと共に東京カルチャーカルチャーでのイベント開催を発表[4]。

2024年
- 2月29日、 自身のXで同日付でケイダッシュステージを退社したことを報告した[5]。
- 4月23日、個人Instagramを開設[6]。
- 5月16日、同年7月6日に楠田彩琴と共にケンズカフェ東京 東京タワー店での1日店長イベント開催を発表[7]。

## 出演
- 碇たくみとしての出演は「ael-アエル-」及び「Pipping Hot」の項を参照。

### イベント
2024年
- 2月16日「bouquet」会場：東京カルチャーカルチャー
- 7月6日　ケンズカフェ東京 東京タワー店1日店長イベント　会場：ケンズカフェ東京 東京タワー店

## 脚引
1. 1 2  “大藤 みら｜女性タレント｜所属者一覧｜ケイダッシュステージ公式WEBサイト”. ケイダッシュステージ公式WEBサイト. 2024年2月28日閲覧。
2. ↑  “ael-アエル- 新メンバー八雲杏・逢坂朔玖・碇たくみが加入。配信でお披露目 | IDOL REPORT.com”.   IDOL REPORT.com (2021年7月16日). 2024年2月28日閲覧。
3. ↑  大藤みら (2022年11月1日). “Xユーザーの大藤みらさん: 「みなさん初めまして！ この度Twitter開設しました✨ ケイダッシュステージ所属 大藤みら(おおふじ みら)です！ 出逢ってくれてありがとうございます！ 何でもチャレンジしていきたいです！ これからよろしくお願いします🙌」 / X”. 2024年2月28日閲覧。
4. ↑  大藤みら (2023年12月18日). “Xユーザーの大藤みらさん: 「重大発表❕ 2024年2月16日(金) 3人での合同イベント＂𝑏𝑜𝑢𝑞𝑢𝑒𝑡＂ 開催致します🤍 ついにみんなに逢えるの嬉しすぎる！ 楽しみにしててね💐」 / X”. X. 2024年2月28日閲覧。
5. ↑  大藤みら. “Xユーザーの大藤みらさん: 「https://t.co/r8eZHiWCDM」 / X”. X. 2024年4月24日閲覧。
6. ↑  大藤みら. “Xユーザーの大藤みらさん: 「あまりにも突然のインライ開催をしてしまい申し訳ないです。。 でもあやねのおかげで無事Instagram開設発表できて良かった！！！ 写真とかストーリー載せてくね🎀🤍 みんな見に来てくれてありがとう🫶 楽しかった🥰👍🎆✌️🎈」 / X”. X. 2024年4月24日閲覧。
7. ↑  “Xユーザーの大藤みらさん: 「みなさん！お久しぶりです！ SNS登場減ってごめんなさいの気持ち… 大藤みら から良いお知らせです📢 なんとあやねとイベントさせていただけることになりました👏大感謝祭です。 2024年7月6日(土) 予定を空けるご準備を願います⭐️🙏」 / X”. 2024年5月16日閲覧。